# Hesperotettix gemmicula
Hesperotettix gemmicula är en insektsart som beskrevs av Morgan Hebard 1918. Hesperotettix gemmicula ingår i släktet Hesperotettix och familjen gräshoppor. Inga underarter finns listade i Catalogue of Life.